# Robin Wallner
Robin Wallner (4 de julio de 1988) es un deportista sueco que compitió en ciclismo de montaña en la disciplina de descenso. Ganó una medalla de oro en el Campeonato Europeo de Ciclismo de Montaña de 2010.

## Palmarés internacional
| Campeonato Europeo | Campeonato Europeo | Campeonato Europeo | Campeonato Europeo |
| Año                | Lugar              | Medalla            | Competición        |
| ------------------ | ------------------ | ------------------ | ------------------ |
| 2010               | Hafjell (Noruega)  | Medalla de oro     | Descenso           |